# 中华外科杂志
《中华外科杂志》创刊于1951年，是中国大陆医药卫生科技类月刊，编辑部位于北京市。此刊物由中华医学会主办。
《中华外科杂志》在2018年被中华人民共和国国家新闻出版广电总局新闻报刊司评为2017年全国“百强报刊”。